# Beatrice Wolstenholme
Beatrice Wolstenholme   (1920 - 2008), coneguda també amb el nom de casada Whalen, va ser una nedadora anglesa que va competir durant la dècada de 1930. Era germana de la també nedadora Cecelia Wolstenholme.
En el seu palmarès destaca una medalla de bronze en els 4x100 metres lliures del Campionat d'Europa de natació de 1934 i una altra de bronze en els 4x100 iardes lliures dels Jocs de l'Imperi Britànic.